# Vladimir Koltchinskii
Vladimir Koltchinskii é um matemático, professor do Instituto de Tecnologia da Geórgia.
Obteve um doutorado em 1982 na Universidade Nacional Taras Shevchenko de Kiev, orientado por Anatoly Yakovlevich Dorogovtsev.
Foi palestrante convidado do Congresso Internacional de Matemáticos no Rio de janeiro (2018: Asymptotic efficiency in high-dimensional covariance estimation).